# 雷吉·沃克
雷金纳德·“雷吉”·埃德加·沃克（英語：Reginald "Reggie" Edgar Walker，1889年3月16日—1951年11月5日），出生于德班，南非男子田径运动员。他曾获得1908年夏季奥运会田径比赛男子100米金牌。截至2016年，他仍是最年轻的奥运男子100米赛跑金牌获得者。